# Mack Anthem
El Mack Anthem es una serie de camiones pesados ( Clase 8 ) fabricados por Mack Trucks . Tiene un cofre largo de baja resistencia y guardabarros. Introducido en 2018, está diseñado principalmente para uso en carretera.

## Diseño
El Anthem es un motor convencional de capota larga. Diseñado para uso en carretera, puede tener una cabina diurna o dos compartimentos para dormir diferentes. Tiene ayudas aerodinámicas estándares y hay otras disponibles. Normalmente un 6x4 (3 ejes, 2 motorizados), también hay modelos 6x2 (3 ejes, uno motorizado). El peso total cargado puede ser de hasta 62000 libras (28 000 kg) y 80000 libras (36000 kg), incluidos todos los remolques.
La electrónica avanzada se utiliza para los controles del motor, el chasis y la carrocería, así como para el mantenimiento.
En 2019, una nueva generación de Bendix Wingman Fusion estaba disponible en el Anthem. Utiliza radares y cámaras para brindar advertencias de frenado de emergencia, cambio de carril y punto ciego. 
Mack construye sus propios componentes principales (motores, transmisiones, ejes y suspensiones) y promueve un diseño integrado. La mayoría de los componentes de proveedores también están disponibles, pero la elección del motor es muy limitada.

## Motores
El Anthem está disponible con tres motores diesel Mack, el MP7, MP8 y MP8HE. También está disponible un motor de gas natural Cummins Westport ISX12N 
El Mack MP7 es el motor base del Anthem. Es un motor diésel de seis cilindros en línea turboalimentado con árbol de levas en cabeza de 659 pulgadas cúbicas (10,8 L). Desarrolla 325 a 425 caballos de fuerza (242 a 317 kW) y 1260 a 1560 libras fuerza-pie (1710 a 2120 N⋅m) de torque.
El motor Mack MP8 es un motor diésel de seis cilindros en línea turboalimentado con árbol de levas en cabeza de 783 pulgadas cúbicas (12,8 L). Desarrolla de 434 a 505 caballos de fuerza (324 a 377 kW) y de 1460 a 1760 libras fuerza-pie (1980 a 2390 N⋅m) de torque.
El motor Mack MP8HE es una variante del MP8 con un accionamiento mecánico detrás del turbocompresor en la corriente de escape. Esto permite que se use más energía térmica para una mejor economía de combustible.
El Cummins Westport ISX12N es un motor de gas natural de seis cilindros en línea turboalimentado con árbol de levas en cabeza de 762 pulgadas cúbicas (12,5 L). Desarrolla 400 caballos de fuerza (300 kW) y 1450 libras fuerza-pie (1970 N⋅m) de torque.

## Transmisiones
Todas las transmisiones Mack tienen cajas de aluminio y tres contraejes. Tanto Mack como Fuller tienen modelos de cambios manuales y automatizados. Las transmisiones Allison están disponibles solo como totalmente automáticas.
El manual automatizado Mack mDRIVE es la transmisión base. No tiene pedal de embrague y cambia automáticamente según se requiera. El conductor puede anularlo, pero normalmente se conduce en "D". Puede tener 12, 13 o 14 velocidades. Otras transmisiones manuales Mack tienen 8-18 velocidades.
Los sistemas de cambios automáticos Eaton-Fuller UltraShift están disponibles en todas sus transmisiones de 9 a 18 velocidades.
La transmisión de 6 velocidades de la serie Allison RDS está disponible. El RDS es una transmisión de engranajes planetarios completamente automática con un convertidor de par de bloqueo.

## Marco
Se utiliza un marco de escalera con ejes de viga. Hay un solo eje delantero sobre ballestas semielípticas. La suspensión trasera básica es un tándem Mack con dos ejes motores, está disponible un solo eje motriz trasero con un eje impulsor no motriz. Las distancias entre ejes son de 174 a 203 pulgadas (440 a 520 cm)
Se utiliza un eje delantero retrasado. Los ejes retrasados, en los que el capó se extiende por delante del eje, se utilizan cuando la longitud total no es importante. Permiten que los guardabarros y el parachoques se reduzcan a las llantas, lo que permite menos arrastre del viento.
En 2020, Mack introdujo el sistema Command Steer. Una bomba adicional de dirección asistida eléctrica bajo demanda se opera electrónicamente. Esto permite una dirección más fácil, ayudará a amortiguar la retroalimentación de la dirección, una conducción estable y puede compensar los vientos laterales, el pavimento irregular y el frenado en diferentes superficies. Una sensación muy liviana y la función de retorno automático al centro son útiles fuera de la carretera, a baja velocidad y en reversa. 
Dana-Spicer y Meritor suministran frenos de aire, ejes motrices y otros componentes.

## Ejes
Los ejes delanteros están disponibles en clasificaciones de 12000 y 14000 libras (5400 y 6400 kg) de Mack, Dana-Spicer y Meritor.
Los ejes motores Mack tienen el soporte de transmisión en la parte superior de la carcasa en lugar de en la parte delantera como otros fabricantes. Esto permite que los ejes motrices estén alineados desde la transmisión hacia y entre los ejes.
Dana-Spicer y Meritor ofrecen otros ejes motores. Estos tienen soportes montados en la parte delantera y, en tándem, las dos carcasas de los ejes son diferentes.
El tándem mRIDE tiene hojas cónicas que se mecen por encima del pivote del bogey y luego salen por encima de los ejes. Los puntales van desde la parte inferior del pivote del bogey hacia afuera y debajo del eje. Están clasificados en 40000, 46000 y 52000 libras (18000, 21000 y 24000 kg).
La suspensión neumática Twin Y tiene brazos de arrastre que se bifurcan hacia atrás y se unen a la parte superior e inferior del eje. Hay una bolsa de aire detrás del eje. Cada eje se suspende individualmente. Están clasificados en 40000 libras (18000 kg).
Se utiliza un eje de empuje elevable en una disposición 6x2, donde solo se impulsa el eje trasero. Son más livianos, tienen menos arrastre y se pueden levantar cuando no se necesitan. Esto permite una mejor economía de combustible y una mayor vida útil de los neumáticos.
Otros tándems con suspensión mecánica o neumática están disponibles en Mack, Chalmers y Hendrickson.

## Aplicaciones
El Anthem está diseñado únicamente como un semirremolque de carretera de bajo consumo de combustible.
El servicio regional es cuando las carreras duran un día. Los tractores regionales suelen tener una cabina diurna, una distancia entre ejes corta y, a menudo, se utilizan para el servicio de flotas. A menudo se pueden utilizar con motores de menor potencia y/o una disposición 6x2 (tres ejes, solo tracción trasera).
Sobre la carretera es cuando uno o dos conductores viven en la cabina durante períodos prolongados. Los tractores de carretera a menudo son propiedad de sus conductores. Con compartimentos para dormir y distancias entre ejes más largas, por lo general necesitan motores más potentes que los tractores regionales.